# Miguel Villanueva
Miguel Villanueva y Gómez (Madrid, 31 de octubre de 1852-Madrid, 19 de septiembre de 1931) fue un profesor universitario, abogado y político español, ministro de Agricultura, Industria, Comercio y Obras Públicas durante la regencia de María Cristina de Habsburgo-Lorena y ministro de Fomento, ministro de Marina, ministro de Estado y ministro de Hacienda durante el reinado de Alfonso XIII. Asimismo desempeñó el cargo de presidente del Congreso en varias legislaturas. Durante toda su carrera política fue un gran defensor del régimen parlamentario y tras el golpe de Estado de Primo de Rivera fue uno de los grandes conspiradores contra el nuevo régimen. Ello lo llevaría también a distanciarse de Alfonso XIII y asumir posiciones netamente accidentalistas.

## Biografía
Tras doctorarse en Derecho en la Universidad Central de Madrid se trasladó a Cuba gracias a la influencia de Sagasta y de su padre, José Villanueva Montoya, juez de primera instancia en La Habana. Conseguirá la cátedra de Derecho Civil por la Universidad de La Habana e iniciará su carrera política como concejal de la ciudad siendo, en 1881, elegido diputado por Cuba en representación de la Unión Constitucional, escaño que volvería a obtener en las sucesivas elecciones hasta la de 1898. En materia de política peninsular, perteneció al Partido Liberal. En 1886, Sagasta lo nombró subsecretario de la Presidencia del Consejo de Ministros y en 1893, en Cortes, pugnó con su colega, Antonio Maura, acerca del programa de reformas en las Antillas. A continuación, por un breve lapso temporal, fue senador por la provincia de Logroño entre 1899 y 1900. La pérdida de las colonias españolas haría que a partir de entonces se presente a los siguientes procesos electorales por la circunscripción de Logroño obteniendo el correspondiente escaño por el distrito de Santo Domingo de la Calzada entre 1901 y 1923. Su cacicato en La Rioja fue uno de los más estables durante toda la Restauración, saliendo electo en múltiples ocasiones mediante el artículo 29 de la constitución. Fue el diputado que más años representó a La Rioja en las Cortes entre los siglos XIX y XX.
Consecuentemente, el desastre del 98 también orientó su interés hacia la búsqueda de un nuevo imperio colonial en Marruecos y el norte de África mediante el aprovechamiento de las oportunidades económicas que se presentaban a favor de España (construcción de puertos, infraestructuras, minas, etc.). De hecho, antes de los acontecimientos que sumieron a España en una grave crisis tras la Semana Trágica, fue el primer presidente de la Compañía Española de Minas del Rif. Tuvo intereses y negocios en la zona y aunque no participó directamente en el de las minas, muchas de sus amistades políticas y personales sí lo hicieron. En el Congreso sería en múltiples ocasiones uno de los portavoces más relevantes de los intereses empresariales afines a dicha cuestión.
Ocupó el cargo de ministro de Agricultura, Industria, Comercio y Obras Públicas entre el 6 de marzo de 1901 y el 19 de marzo de 1902. En la cartera trató la política forestal y de montes, la hidráulica, enfrentó la graves crisis agraria que asolaba a España y temas concernientes a la propiedad industrial. Durante dos breves períodos (15 a 23 de julio de 1901 y 9 a 17 de enero de 1902) se hizo con la cartera de Gobernación de forma interina y tuvo que defender la actitud represiva del gobierno en muchos puntos de España, donde se llegó a aplicar el estado de excepción para sofocar huelgas. Pasó a ocupar la cartera de Marina entre el 23 de junio y el 31 de octubre de 1905 y, posteriormente será nombrado ministro de Fomento, cartera que ocupará entre el 12 de marzo de 1912 y el 24 de mayo de 1913, en sendos gobiernos de Canalejas y Romanones. El cénit de su carrera le llegará ese mismo año con su primera designación como presidente del Congreso de los Diputados, cargo que ocupará desde el 27 de mayo hasta el 2 de enero de 1914. Previamente, en 1909, había sido nombrado consejero de Estado. 
Tras pasar a la oposición, con un nuevo gobierno de Romanones será ministro de Estado entre el 9 de diciembre de 1915 y el 25 de febrero de 1916. Finalmente será ministro de Hacienda en dos ocasiones: entre el 25 de febrero y el 30 de abril de 1916 y entre el 4 de abril y el 3 de septiembre de 1923. De nuevo, entre el 11 de mayo de 1916 y el 2 de mayo de 1919 ocuparía cuatro veces más el sitial del Congreso de los Diputados como presidente siendo un ejemplo del respeto por las minorías y los valores parlamentarios, en crisis tras la Primera Guerra Mundial. 
Fue muy crítico con el gobierno conservador de Allendesalazar por la implicación directa de varios de sus ministros en el Desastre de Annual y exigió la depuración de responsabilidades de tipo político. Fue nombrado alto comisario de España en Marruecos el 2 de enero de 1923, pero no tomó posesión del cargo por motivos de salud. Sin embargo, sí aceptó la presidencia del Consejo de Estado, permaneciendo en ella desde el 10 de diciembre de 1922 hasta el 4 de abril de 1923.
Tras el golpe de Estado de Primo de Rivera, participó en diversas actividades conspirativas con parte del ejército, republicanos, anarquistas, y de algunos antiguos viejos políticos liberales integrando el denominado «bloque constitucionalista». Integró la inteligencia de la Sanjuanada en 1926 y del intento de golpe de Sánchez Guerra en 1929 a través de una Junta Central, de la cual era tesorero. Ingresó como miembro de número de la Real Academia de Ciencias Morales y Políticas el 15 de diciembre de 1929, con un discurso que versó sobre «régimen representativo y parlamentario», que fue contestado por su amigo y antiguo correligionario Niceto Alcalá-Zamora. Una vez consumada la caída de Primo de Rivera siguió siendo crítico con los gobiernos del general Berenguer y del almirante Aznar. Tras acatar la Segunda República, Villanueva no cejó en sus ataques y, junto a Burgos y Mazo, bramó contra los integrantes del gobierno provisional y la quema de conventos. Pese a ello, en las elecciones legislativas de junio obtendría el escaño por la provincia de Logroño, llegando a celebrar las bodas de oro con el Parlamento.
Falleció en su casa en el número 9 de la madrileña calle de Felipe IV a las once de la noche del 19 de septiembre de 1931. Fue enterrado en el cementerio sevillano de San Fernando, en el panteón familiar de su esposa, Ana Labayen Ramos.